# Cryptocheiridium somalicum
Cryptocheiridium somalicum är en spindeldjursart som beskrevs av Giuliano Callaini 1985. Cryptocheiridium somalicum ingår i släktet Cryptocheiridium och familjen dvärgklokrypare. Inga underarter finns listade i Catalogue of Life.